# 旭川村
旭川村（あさひかわむら）は、秋田県南秋田郡にかつて存在した村。
現在の、秋田市旭川清澄町・旭川新藤田西町・旭川新藤田東町・旭川南町・新藤田・濁川・添川・山内・仁別・手形・手形学園町・手形山崎町・保戸野桜町・保戸野千代田町・泉・泉一ノ坪・泉釜ノ町・泉北・泉中央・泉三嶽根・八橋大畑・八橋鯲沼町の全域、及び手形からみでん・手形新栄町・手形田中・手形山西町・保戸野金砂町・保戸野すわ町・保戸野鉄砲町・保戸野八丁・保戸野原の町・泉菅野・泉馬場・泉東町・泉南・東通・東通仲町・高陽幸町・高陽青柳町・八橋イサノ・八橋大沼町・八橋新川向・八橋田五郎・八橋本町・八橋三和町の各一部に相当する。

## 地理
旭川上流域の山間部から中流域の平野部にかけて広がる。

## 歴史
- 1892年（明治25年）8月1日 - 上旭川村・下旭川村が合併し発足。旧8大字（上旭川村の新藤田・濁川・添川・山内・仁別、下旭川村の手形・保戸野・泉）を引き継ぐ。
- 1905年（明治38年）8月1日 - 泉字馬場・字新堰・字反町、保戸野字原ノ町、手形字山崎を分割し秋田市に編入。
- 1907年（明治40年）10月 - 山内字藤倉の藤倉水源地（藤倉ダム）から秋田市方面へ給水開始。なお、ダムの完成は1911年（明治44年）8月。
- 1909年（明治42年）
  -  ??月??日 - 仁別森林鉄道本線が開通。以後、奥地へ多数の支線が敷設される。
  - 9月25日 - 秋田師範学校（秋田大学教育文化学部の前身）が手形字深田（現秋田大学手形キャンパス所在地）に移転。
  - 12月21日 - 手形字深田を分割し秋田市に編入。
- 1933年（昭和8年）3月14日 - 全域が秋田市に編入され、旭川村は廃止される。旧8大字は秋田市の大字となる。

## 著名出身者
- 高橋雄之助 (政治家)